# Classroom of the Elite
Yōkoso jitsuryoku shijō shugi no kyōshitsu e (ようこそ実力至上主義の教室へ, litt. « Bienvenue dans la classe au principe de la capacité de la suprématie »), abrégée Youzitsu (よう実), est une série de light novel japonais écrite par Shōgo Kinugasa et illustrée par Shunsaku Tomose. Media Factory a publié vingt-deux volumes depuis 2015 dans leur collection MF Bunko J. La série est aussi appelée Classroom of the Elite (litt. « Salle de classe de l'Élite ») à l'étranger. En France, la série est éditée par les Éditions Mahô.
La série a été adaptée en manga par Yuyu Ichino. Cette adaptation est prépubliée par le même éditeur dans son magazine de prépublication, le Monthly Comic Alive, depuis le 27 janvier 2016. En France, la série est éditée par Ototo. Un spin-off par Sakagaki est prépublié dans le même magazine entre juin 2017 et mai 2018.
Une adaptation en série télévisée d'animation produite par Lerche a été diffusée pour la première fois entre le 12 juillet et le 27 septembre 2017. Une deuxième saison est diffusée du 4 juillet 2022 au 26 septembre 2022, tandis qu'une troisième saison est diffusée du 3 janvier 2024 au 27 mars 2024. Une quatrième saison a été annoncée.
L'anime est extrêmement populaire au Japon et en Amérique du Nord. En janvier 2022, depuis sa diffusion, il a été visionné 120 millions de fois au total.

## Intrigue
Le lycée Kōdo Ikusei est considéré comme le meilleur établissement éducatif du Japon mais mal noté à cause du renvoi de beaucoup d'élèves de classe D considéré comme des déchets. Avec un taux de 100 % d'admis dans les grandes écoles et l'assurance de trouver l'emploi voulu, elle constitue l'excellence japonaise avec des installations ultramodernes et des équipements dernier cri. Dans cet établissement, les points remplacent l'argent et permettent d'acheter tout ce que l'on souhaite (nourriture, jeux, consoles...). Dès le premier jour, chaque élève reçoit 100 000 points valant 100 000 yens au total. À première vue, le lycée Kōdo Ikusei semble être un véritable paradis, malheureusement, la réalité veut que seule l'Élite des étudiants reçoive un traitement favorable, les autres étant soumis à la suprématie. En effet, chaque mois, en fonction des notes et du comportement de la classe, celle-ci reçoit un nombre de points en conséquence. Qualifié de système S, le nombre de points total répartit les classes en quatre catégories, A, B, C et D, allant de la meilleure classe à la plus mauvaise. De plus, lors d'un examen écrit, chaque élève ne réussissant pas à avoir une note supérieure ou égale à la moitié de la moyenne de la classe se fera expulser du lycée.
Lors de son examen d'entrée, pour une raison « quelconque », Kiyotaka Ayanokōji a été « négligeant », du moins c'est ce que l'on pense. Il se retrouve donc assigné dans la classe D, le niveau le plus bas de tout l'établissement où l'on y a jeté tous les élèves « inférieurs » afin de les ridiculiser. Après avoir rencontré Suzune Horikita et Kikyō Kushida, deux filles de sa classe, Kiyotaka Ayanokōji décide de coopérer afin d'améliorer les notes de la classe, et de la même façon leurs points...

## Personnages

### Classe D
Kiyotaka Ayanokōji (綾小路 清隆, Ayanokōji Kiyotaka)
Voix japonaise : Shōya Chiba (ja),,, voix française : Yoann Sover,,, Arthur Pestel (saison 1 épisode 6 et saison 2 épisode 6) 
Le protagoniste est le narrateur incertain de l'œuvre. Il a négligé son examen d'entrée pour une certaine raison et finit dans la classe D, symbole d'échec où tous les rebuts (déchets) de l'école sont assignés. Kiyotaka Ayanokōji est un garçon sans motivation qui n'est pas bon pour communiquer avec les autres. Il échoue souvent à tenter de devenir ami avec les autres de sa classe en raison de son incapacité à communiquer. Sa situation commence à changer après avoir rencontré Suzune Horikita et Kikyō Kushida, deux autres étudiantes de sa classe. Il a promis d'aider Suzune à atteindre la classe A, à condition qu'elle n'enquête pas sur lui. Il semble en effet avoir un passé sombre dont il ne veut pas parler. Leur professeure principale Saeda Chabashira s'intéresse d'ailleurs à ce dernier. Ses notes sont dans la moyenne. Il a conscience de la façon dont il dépense ses points dès le début de l'année. Cependant il semble que ses notes soient souvent bien en dessous de ses capacités réelles. Comme le fait remarquer Manabu Horikita, il vise un score de 50 sur 100 à toutes les épreuves lors de l'examen d'admission. De plus Suzune remarque rapidement que son intellect et son physique sont largement supérieurs à la moyenne. Mais pour une raison inconnue, il évite de se mettre en avant et attribue souvent aux autres ses mérites.
Suzune Horikita (堀北 鈴音, Horikita Suzune)
Voix japonaise : Akari Kitō (ja),,, voix française : Adeline Chetail,,
Une élève distante, petite sœur du président du BDE, Manabu Horikita. Assise à côté de Kiyotaka en classe, elle prend également soin de la façon dont elle dépense ses points. C'est une beauté qui excelle dans les études et le sport. Mais, tout comme Kiyotaka, elle a du mal à communiquer avec les autres. Or, contrairement à lui, cela est dû à sa forte personnalité. A cause de cette dernière, ses paroles sont assez dures par moments. Les résultats qu'elle a obtenus lors de cette année font d'elle l'une des meilleures élèves de sa génération.
Kikyō Kushida (櫛田 桔梗, Kushida Kikyō)
Voix japonaise : Yurika Kubo,,, voix française : Anna Lauzeray Gishi (saisons 1 et 2, épisodes 1 à 4) ,,, Alice Orsat (saisons  1 et 2, à partir de l'épisode 5) ,
Une bishōjo considérée comme une ange attirant l'attention à la fois des filles et des garçons. Elle est, bien sûr, la plus populaire de la classe. Peu importe la situation et l'ambiance, elle est enjouée et cherche à devenir amie avec tout le monde à l'école. Cependant, sa personnalité réelle est assez horrible, ayant menacé Ayanokōji de l'accuser de viol en cas de révélation. Malgré cela, elle préfère continuer sa comédie de bonne fille.
Airi Sakura (佐倉 愛里, Sakura Airi)
Voix japonaise : M.A.O,,, voix française : Amandine Hauguel,
C'est une élève très humble. Elle porte des lunettes et a de longs cheveux de couleur rose, elle ne se sent pas concernée par la mode. Quoi qu'il en soit, elle déteste se démarquer, elle n'essaye même pas de parler avec les autres car elle est très timide. Elle aime prendre des photos de paysage. En réalité, elle cache une partie d'elle-même, derrière son identité de jeune timide, elle se prend en photo avec des poses de gravure idol et ses lunettes lui servent à ce que l'on la reconnaisse pas.
Kei Karuizawa (軽井沢 恵, Karuizawa Kei)
Voix japonaise : Ayana Taketatsu,,, voix française : Geneviève Doang,,
Une belle fille populaire mais très mauvaise dans les études, elle deviendra rapidement la petite amie de Yōsuke. Ike et Yamaguchi la trouvent belle mais pensent qu'elle semble être facile. Elle adore être à la mode et dépense ses points sans compter. Elle n'apprécie pas les cours et le sport, mais elle peut étonnamment faire des efforts quand elle veut. Elle s'est fait harceler au collège.
Yōsuke Hirata (平田 洋介, Hirata Yōsuke)
Voix japonaise : Ryōta Ōsaka (ja),,, voix française : Bastien Bourlé,,
Le meilleur étudiant de la classe D, ses notes sont dignes d'être dans une classe supérieure, mais il a fini par se retrouver dans la classe D pour des raisons externes. À la fois séduisant et remarquable en communication, il fait partie du club de foot ; il est également très populaire.
Rokusuke Kōenji (高円寺 六助, Kōenji Rokusuke)
Voix japonaise : Toshiki Iwasawa (ja),,, voix française : Simon Herlin,,
Il a l'esprit clair, ses réflexes sont au même niveau que ceux d'un athlète, il vient d'une famille très prestigieuse. Malheureusement, il se montre très vaniteux à ce propos et est incapable de travailler avec les autres, cela lui aura valu sa place dans la classe D.
Ken Sudō (須藤 健, Sudō Ken)
Voix japonaise : Eiji Takeuchi (ja),,, voix française : Arnaud Laurent,,
Un délinquant typique aux cheveux roux. Étant bon au basket, il fait évidemment partie du club de basket de l'école. D'une intelligence médiocre et ayant tendance à devenir violent, il fait partie, avec Haruki et Kanji, des « 3 cancres ». Cependant, il a la meilleure capacité athlétique des élèves de la classe.
Kanji Ike (池 寛治, Ike Kanji)
Voix japonaise : Daiki Abe (ja),,, voix française : Enzo Ratsito,,
Il se laisse emporter lorsqu'il est flatté. Bien que physiquement et intelligemment médiocre, ses compétences en communication sont excellentes, il s'est immédiatement fait beaucoup d'amis à l'école. C'est également un véritable coureur de jupons, espérant trouver un jour celle qui lui est destinée.
Haruki Yamauchi (山内 春樹, Yamauchi Haruki)
Voix japonaise : Mutsuki Iwanaka (ja),,, voix française : Nicolas Dussaut,,
Il a tendance à vouloir valoriser son ego, ainsi ses propos et actes sont parfois « légèrement » exagérés, il a la mauvaise habitude de mentir au personnel éducatif.
Teruhiko Yukimura (幸村 輝彦, Yukimura Teruhiko)
Voix japonaise : Tsubasa Gouden,,, voix française : Bastien Bourlé,,
Un garçon avec une grande intelligence. Malgré ses bons résultats académiques, son faible niveau en sport lui a valu sa place dans la classe D.
Maya Sato (佐藤 麻耶, Sato Maya)
Voix japonaise : Lynn,,, voix française : Camille Ravel,,
C'est une fille de la classe D qui semble être amicale et coopérative. Très populaire au sein de la classe, elle est avec Karuizawa l'une des leadeuses des filles de la classe D.

### Classe C
Kakeru Ryūen (龍園 翔, Ryūen Kakeru)
Voix japonaise : Masaaki Mizunaka (ja),,, voix française : Bruno Méyère,,
Un élève et le leader de la classe C. Contrairement à Yōsuke et Honami qui ont rassemblé la confiance de leur classe et en sont devenus les leaders, Kakeru l'est devenu par la force. Il a une personnalité assez tyrannique et intimidante.
Mio Ibuki (伊吹 澪, Ibuki Mio)
Voix japonaise : Mikako Komatsu,,, voix française : Karl-Line Heller,,
Elle préfère généralement agir seule et parle peu. Son but est d'atteindre la classe A et sa résolution est ferme. La classe C étant dirigée de façon dictatoriale, elle déteste le fait que Kakeru continue de mener une stratégie différente de la normale.
Hiyori Shiina (椎名 ひより, Shiina Hiyori)
Voix japonaise : Rie Takahashi, voix française : Lou Viguier
C'est une fille de classe C qui semble être une solitaire par rapport au reste de ses camarades de classe, qui se pressent autour de leur leader Kakeru Ryūen.

### Classe B
Honami Ichinose (一之瀬 帆波, Ichinose Honami)
Voix japonaise : Nao Tōyama,,, voix française : Karl-Line Heller,,
Une bishōjo à la chevelure rose clair. Possédant un sens fort de la justice et très intelligente, elle est la leader de la classe B qui peut s’adresser aisément avec n'importe qui. Elle semble, à première vue, être très aimable et a beaucoup d'amis au lycée.
Ryūji Kanzaki (神崎 隆ニ, Kanzaki Ryūji)
Voix japonaise : Akihisa Wakayama (ja),,
Il possède les meilleurs intellect et réflexes de la classe B. Son ton est calme et indifférent. Il est similaire à Yōsuke de la classe D, mais sa capacité de communication n'est pas aussi bonne. Il considère Honami, qui a une mentalité similaire à la sienne, comme une amie et vise la classe A avec elle.

### Classe A
Arisu Sakayanagi (坂柳 有栖, Sakayanagi Arisu)
Voix japonaise : Rina Hidaka,,, voix française : Khaoula Aaba,
Elle n'apparaît qu'à partir du 5e volume de l'œuvre. Elle est le leader principal de la classe A. C'est une fille très intelligente, car elle semble avoir une très bonne connaissance du règlement de l'école, aussi elle souffre de handicap l'obligeant à marcher à l'aide d'une canne. Elle se dispute le leadership de la classe avec Kōhei Katsuragi. Si elle se conduit de manière douce, elle préfère tout de même employer des moyens agressifs. Elle semble connaître Kiyotaka avant leurs admission dans l'école.
Kōhei Katsuragi (葛城 康平, Katsuragi Kōhei)
Voix japonaise : Satoshi Hino (ja),,, voix française : Philippe Roullier,,
L'un des leaders de la classe. C'est un garçon intelligent et il est l'élève le plus respecté de la classe A, dont il assume l'entière responsabilité. Pour une raison ou une autre, il a un passé trouble, car il a été rejeté du conseil des élèves à cause de ses échecs passés. Il entretient une relation houleuse avec Arisu Sakayanagi qui conteste son leadership au sein de la classe.
Yahiko Totsuka (戸塚 弥彦, Totsuka Yahiko)
Voix japonaise : Daisuke Motohashi
C'est est un élève de la classe A et un membre de la faction de Katsuragi. Étant un élève de classes supérieures, Yahiko est décrit comme quelqu'un de plutôt égoïste et condescendant. Il appelle les élèves des classes inférieures qu'il déteste, déchets.

### Bureau des Étudiants
Manabu Horikita (堀北 学, Horikita Manabu)
Voix japonaise : Yūichirō Umehara,,, voix française : Nicolas Dussaut,,
Un élève de la classe terminale A, il est le président du bureau des étudiants (BDE). Il est le grand-frère de Suzune Horikita. Il n'est pas rare que les étudiants aient une impression effrayante de lui. Il montre un fort intérêt pour Kiyotaka.
Akane Tachibana (橘 茜, Tachibana Akane)
Voix japonaise : Konomi Kohara,,, voix française : Clotilde Verry,,
Une élève de la classe terminale A, elle est la secrétaire du BDE. Elle est d'ordinaire calme, et est l'une des rares personnes à être aux côtés du président du BDE, qui d'habitude ne veut pas être au contact des gens. Elle fait entièrement confiance au président du BDE et a des sentiments pour ce dernier. Elle peut montrer de la jalousie lorsque Manabu se soucie plus de Kiyotaka que d'elle.
Miyabi Nagumo (南雲 雅, Nagumo Miyabi)
Voix japonaise : Soma Saito, voix française : Stevie Tomi
C'est un élève de la classe de première A et membre du BDE. C'est quelqu'un qui aime diriger d'une main de fer, et est du genre à virer quiconque tente de s'opposer à lui.

### Enseignants
Sae Chabashira (茶柱 佐枝, Chabashira Sae)
Voix japonaise : Rina Satō,,, voix française : Camille Ravel,,
La professeure principale de la classe D. C'est une enseignante qui a bientôt la trentaine et se présentant une coiffure en queue-de-cheval. Elle enseigne l'histoire japonaise. Comme il n'y a pas de changement de classe dans cette école, elle sera la professeure principale de Kiyotaka et de sa classe pendant les trois ans à venir.
Chie Hoshinomiya (星之宮 知恵, Hoshinomiya Chie)
Voix japonaise : Hisako Kanemoto,,, voix française : Coralie Thuilier,
La professeure principale de la classe B. Elle est une amie proche de Saeda, l'enseignante de la classe D, et ce depuis ses jours d'école où elles étaient camarades de classe. C'est une personne joyeuse et très populaire parmi les étudiants, que cela soit chez les garçons ou chez les filles.

## Productions et supports

### Light novel
La série de light novel est écrite par Shōgo Kinugasa et illustrée par Shunsaku Tomose. Le premier volume a été publié par l'éditeur Media Factory dans la collection MF Bunko J, le 25 mai 2015. La première partie se compose au total de quatorze volumes, onze volumes principaux et trois autres volumes.
La deuxième partie, intitulée Yōkoso jitsuryoku shijō shugi no kyōshitsu e 2-nensei-hen (ようこそ実力至上主義の教室へ　２年生編), est lancée en janvier 2020. Le 24 février 2024, la deuxième partie est composée de quatorze volumes, douze volumes principaux et trois autres volumes.
La série est publiée en France par les Éditions Mahô à partir de février 2024.
En Amérique du Nord, la série est publiée en anglais par la maison d'édition Seven Seas Entertainment.

### Manga
Une adaptation manga de la série principale par Yuyu Ichino est prépubliée dans le magazine de prépublication de seinen manga Monthly Comic Alive de Media Factory depuis le 27 janvier 2016. Le manga a été compilé en douze volumes tankōbon à ce jour. Une traduction en français publiée par Ototo est annoncée pour février 2024.
Réalisée par Sakagaki, une série dérivée est prépubliée dans le numéro d'août 2017 du Monthly Comic Alive, paru le 27 juin 2017,. Intitulée Yōkoso jitsuryoku shijō shugi no kyōshitsu e √Horikita (ようこそ実力至上主義の教室へ√堀北, Root Horikita), Suzune Horikita est le personnage principal de ce If Story (IFストーリー, IF Sutōrī, litt. « Et si ?») manga, c'est-à-dire que le développement de l'histoire se passe dans un univers alternatif. Le dernier chapitre est publié dans le numéro de juillet 2018, sorti le 26 mai 2018,. Au total, ce spin-off est composé de deux volumes tankōbon.
Une nouvelle adaptation de la série, prenant la suite de la première, est illustrée par Shia Sasane et est prépubliée de nouveau dans le Monthly Comic Alive de Media Factory depuis 25 décembre 2021. Depuis le 22 janvier 2025, quatre volumes en format tankōbon sont sortis

### Anime
C'est par l'ouverture d'un site dédié et d'un compte Twitter en mai 2017 que Kadokawa a révélé l'adaptation anime à la télévision de la série,. Celle-ci est diffusée pour la première fois au Japon entre le 12 juillet et le 27 septembre 2017 sur AT-X, Tokyo MX, KBS, SUN, TVA, TVQ et un peu plus tard sur BS11,. Seiji Kishi et Hiroyuki Hashimoto sont chargés de la réalisation de la série au studio Lerche, tandis qu'Aoi Akashiro s'occupe du scénario, les chara-designs sont confiés à Kazuaki Morita et Ryo Takahashi composera la musique de la série,,,. La série a la particularité de nommer ses épisodes avec des citations de célèbres philosophes et auteurs.
Crunchyroll diffuse la série en simulcast dans le monde entier excepté en Asie. Depuis le 22 juillet 2022, la plateforme propose également une version doublée en français de la série,,, celle-ci est dirigée par Khaoula Aaba,,, avec des dialogues adaptés par Émilie Piarou et Caroline Gere.
ZAQ interprète l'opening de la série intitulée Caste Room (カーストルーム, Kāsutorūmu, litt. « Salle de caste »),, tandis que l'ending est réalisé par Minami intitulé Beautiful Soldier,,.
Le 21 février 2022, une deuxième saison est annoncée et celle-ci est également produit par le studio Lerche, elle est réalisée par Yoshihito Nishōji tandis que Seiji Kishi et Hiroyuki Hashimoto reviennent mais cette fois ci en tant que réalisateurs en chef, Hayato Kazano remplace quant à lui Aoi Akashiro au poste de scénariste et Kazuaki Morita s'occupe à nouveau des chara-designs de la série. Masaru Yokoyama et Kana Hashiguchi composent la musique de la série remplaçant Ryo Takahashi. La deuxième saison est diffusée du 4 juillet 2022,, au 26 septembre 2022.
ZAQ interprète l'opening de la deuxième saison de la série intitulée Dance in the Game, tandis que l'ending est réalisé par Mai Fuchigami intitulé Human Drama (Hito Jibai, 人芝居, litt. « Drame Humain »),.
De plus, une troisième saison a été annoncée pour sortir courant 2023,, avant d’être finalement reporté à janvier 2024. La série est finalement diffusée du 3 janvier 2024 au 27 mars 2024.
ZAQ interprète également le générique du début de la deuxième saison de la série intitulée Minor Piece tandis que le générique de fin est interprété par Yui Ninomiya (ja) intitulé Konsei Dai Kakumei (今世大革命, litt. « La grande révolution de ce monde »).
Durant l'évènement en streaming « MF Bunko J Natsu no Gakuensai » ayant lieu le 1er septembre 2024, une quatrième saison qui couvre le premier semestre de la deuxième série des dlight novels (Yōkoso jitsuryoku shijō shugi no kyōshitsu e 2-nensei-hen), a été annoncée.

#### Saison 1 (2017)
| No | Titre français | Titre japonais                                                                                               | Titre japonais | Date de 1re diffusion |
| No | Titre français | Kanji | Rōmaji | Date de 1re diffusion |
| -- | --- | --- | --- | --------------------- |
| 1  | Qu’est-ce qui est mauvais ? Tout ce qui vient de la faiblesse.                                                         | 悪とは何か――弱さから生ずるすべてのものだ。                                                                   | Aku to wa nani ka?? Yowasa kara shōzuru subete no mono da. | 12 juillet 2017       |
| 2  | C’est une grande habileté que de savoir cacher son habileté.                                                           | 才能を隠すのにも卓越した才能がいる。                                                                         | Sainō o kakusu no nimo takuetsu shita sainō ga iru. | 19 juillet 2017       |
| 3  | L'homme est le seul animal qui marchande. Aucun chien n'échange d'os avec un autre.                                    | 人间は取引をする唯一の動物である。骨を交換する犬はいない                                                     | Ningen wa torihiki o suru yuiitsu no dōbutsu dearu. Hone o kōkan suru inu wa inai                                                                               | 26 juillet 2017       |
| 4  | Il ne faut pas s'offenser que les autres nous cachent la vérité, puisque nous nous la cachons si souvent à nous-mêmes. | 他人が真実を隠蔽することに対して、我々は怒るべきでない。なぜなら、我々も自身から真実を隠蔽するのであるから。 | Tanin ga shinjitsu o inpei suru koto ni taishite, wareware wa okoru beki denai. Nazenara, wareware mo jishin kara shinjitsu o inpei suru nodearu kara.          | 2 août 2017           |
| 5  | L'enfer, c'est les autres.                                                                                             | 地獄、それは他人である。                                                                                     | Jigoku, sore wa tanin dearu. | 9 août 2017           |
| 6  | Il y a deux sortes de mensonges, celui de fait qui regarde le passé, celui de droit qui regarde l'avenir.              | 嘘には二種類ある。過去に関する事実上の嘘と未来に関する権利上の嘘である。                                     | Uso ni wa nishurui aru. Kako ni kansuru jijitsujō no uso to mirai ni kansuru kenrijō no uso dearu.                                                              | 16 août 2017          |
| 7  | Rien n'est si dangereux qu'un ignorant ami; Mieux vaudrait un sage ennemi.                                             | 無知な友人ほど危険なものはない。賢い敵のほうがよっぽどましだ。                                               | Muchina yūjin hodo kiken'na mono wa nai. Kashikoi teki no hō ga yoppodo mashida.                                                                                | 23 août 2017          |
| 8  | Vous qui entrez laissez toute espérance.                                                                               | 汝等ここに入るもの、一切の望みを捨てよ。                                                                     | Nanjira koko ni hairu mono, issai no nozomi o suteyo. | 30 août 2017          |
| 9  | L'homme est condamné à être libre.                                                                                     | 人間は自由の刑に処されている。                                                                               | Ningen wa jiyū no kei ni shosa rete iru. | 6 septembre 2017      |
| 10 | Le plus dangereux dans la traîtrise, c'est que chacun cache un traître au fond de soi.                                 | 裏切者の中で最も危険なる裏切者は何かといえば、すべての人間が己れ自身の内部にかくしているところのものである。 | Uragiri mono no naka de mottomo kiken'naru uragiri mono wa nani ka to ieba, subete no ningen ga onorere jishin no naibu ni kaku shite iru tokoro no mono dearu. | 13 septembre 2017     |
| 11 | Mais en général, ce que l'homme appelle destin ne sont que ses propres actes stupides.                                 | しかし、概して人々が運命と呼ぶものは、大半が自分の愚行にすぎない。                                           | Shikashi, gaishite hitobito ga unmei to yobu mono wa, taihan ga jibun no gukō ni suginai.                                                                       | 20 septembre 2017     |
| 12 | Le génie désigne l'homme qui vit un cran au-dessus de la folie.                                                        | 天才とは、狂気よリも1階層分だけ上に住んでいる者のことである。                                                | Tensai to wa, kyōki yori mo ichi kaisō-bun dake ue ni sunde iru mono no kotodearu.                                                                              | 27 septembre 2017     |

#### Saison 2 (2022)
| No      | Titre français | Titre japonais                                                             | Titre japonais                                                                                  | Date de 1re diffusion |
| No      | Titre français | Kanji                                                                      | Rōmaji                                                                                          | Date de 1re diffusion |
| ------- | --- | -------------------------------------------------------------------------- | ----------------------------------------------------------------------------------------------- | --------------------- |
| 1 (13)  | Souviens-toi de garder une âme égale dans l'adversité.                                                                       | 困難の中でこそ、平静な心を保たねばならない。                               | Kon'nan no naka de koso, heiseina kokoro o tamotaneba naranai.                                  | 4 juillet 2022        |
| 2 (14)  | Il y a pour les hommes deux péchés capitaux, d'où découlent tous les autres : impatience et paresse.                         | あらゆる罪の源たる、ふたつの大罪がある。焦りと怠惰だ。                     | Arayuru tsumi no minamoto taru, futatsu no taizai ga aru. Aseri to taida da.                    | 11 juillet 2022       |
| 3 (15)  | Les plus grandes âmes sont capables des plus grands vices aussi bien que des plus grandes vertus.                            | 最高の魂は、この上ない悪徳と極限の美徳を発揮できる。                       | Saikō no tamashī wa, kono uenai akutoku to kyokugen no bitoku o hakki dekiru                    | 18 juillet 2022       |
| 4 (16)  | Il est nécessaire d’éduquer les futurs talents.                                                                              | 人材は作り出す必要がある。                                                 | Jinzai wa tsukuridasu hitsuyō ga aru.                                                           | 25 juillet 2022       |
| 5 (17)  | Chaque échec est une étape vers le succès.                                                                                   | すべての失敗は成功への過程に過ぎない。                                     | Subete no shippai wa seikō e no katei ni suginai.                                               | 1er août 2022         |
| 6 (18)  | L’adversité est la route qui conduit le plus sûrement à la vérité.                                                           | 逆境は真実へと至る最初の道筋である。                                       | Gyakkyō wa shinjitsu e to itaru saisho no michisuji de aru.                                     | 8 août 2022           |
| 7 (19)  | Douter de tout ou tout croire, ce sont deux solutions également commodes, qui l'une et l'autre nous dispensent de réfléchir. | すべてを疑うこともすべてを信じることも共に安易で、思考を放棄するに等しい。 | Subete o utagau koto mo subete o shinjiru koto mo tomoni ani de, shikō o hōki suru ni hitoshii. | 15 août 2022          |
| 8 (20)  | La blessure vit toujours au fond du cœur.                                                                                    | 胸の底で、傷は静かに生きている。                                           | Mune no soko de, kizu wa shizuka ni ikite iru.                                                  | 22 août 2022          |
| 9 (21)  | Ne pas se corriger après une faute, c’est là qu’est la faute.                                                                | 過ちを犯しながら、それを改めないことをこそ、真の過ちという。               | Ayamachi o okashi nagara, sore o aratamenai koto o koso, shin no ayamachi toiu.                 | 29 août 2022          |
| 10 (22) | Souvent le peuple désire sa ruine, trompé par la fausse apparence.                                                           | 人々は常にその破滅を願っている。偽りの善に欺かれるがゆえに。               | Hitobito wa tsuneni sono hametsu o negatte iru. Itsuwari no zen ni azamukareru ga yue ni.       | 5 septembre 2022      |
| 11 (23) | Celui qui n’est pas maître de soi reste à jamais un valet.                                                                   | 自分自身を御せない者は、いつまでも奴隷のままだ。                           | Jibun jishin o gyosenai mono wa, itsumade mo dorei no mamada.                                   | 12 septembre 2022     |
| 12 (24) | La force sans prudence succombe sous son propre poids.                                                                       | 思慮なき力は自らの質量によって崩れ去る。                                   | Shiryo naki chikara wa mizukara no shitsuryō ni yotte kuzuresaru.                               | 19 septembre 2022     |
| 13 (25) | Le plus dangereux ennemi que tu puisses rencontrer sera toujours toi-même.                                                   | あなたが出会う最悪の敵は、常にあなた自身だ。                               | Anata ga deau saiaku no teki wa, tsuneni anata jishin da.                                       | 26 septembre 2022     |

#### Saison 3 (2024)
| No      | Titre français                                                                                          | Titre japonais                                                                                   | Titre japonais | Date de 1re diffusion |
| No      | Titre français                                                                                          | Kanji                                                                                            | Rōmaji | Date de 1re diffusion |
| ------- | --- | ------------------------------------------------------------------------------------------------ | --- | --------------------- |
| 1 (26)  | Le principe de croissance le plus fort réside dans le choix humain.                                     | 何かを選ぶことこそが、成長の最大の糧となる。                                                     | Nanika o erabu koto koso ga, seichō no saidai no kate to naru                                                              | 3 janvier 2024        |
| 2 (27)  | L'homme est un loup pour l'homme.                                                                       | 人にとって、他の人間は獰猛な狼のようなものだ。                                                   | Hito ni totte, hoka no ningen wa dōmōna ōkami no yōna monoda                                                               | 10 janvier 2024       |
| 3 (28)  | On n'oublie pas lorsque l'on veut oublier.                                                              | 忘れたいことほど、忘れることはできない                                                           | Wasuretai koto hodo, wasureru koto wa dekina                                                                               | 17 janvier 2024       |
| 4 (29)  | Tu as le droit de remplir les devoirs qui t’échoient, mais pas de jouir du fruit de tes actes.          | あなたにできるのは自分の目的のために行動することまでで、その結果を望むようにすることはできない。 | Anata ni dekiru no wa jibun no mokuteki no tame ni kōdō suru koto made de, sono kekka o nozomu yō ni suru Koto wa dekinai. | 24 janvier 2024       |
| 5 (30)  | La fortune sourit aux audacieux.                                                                        | 運命は勇気ある者を助ける。                                                                       | Unmei wa yūkiaru mono wo tasukeru.                                                                                         | 31 janvier 2024       |
| 6 (31)  | Il vaut mieux recevoir une injure que de la faire.                                                      | 悪を行うよりも、その悪に傷つけられる方が良い。                                                   | Aku wo okonau yori mo, sono aku ni kizutsuke rareru hou ga ii.                                                             | 7 février 2024        |
| 7 (32)  | Les gens feront n’importe quoi, peu importe l’absurdité, afin d’éviter de faire face à leur propre âme. | 人は自らの本質と向き合うのを避けるためなら、 どんな愚かな行いにも手を染めてしまう。              | Hito wa mizukara no honshitsu to mukiau no o yokeru tamenara, don'na orokana okonai nimote o somete shimau.                | 14 février 2024       |
| 8 (33)  | Ceux qui ne peuvent se rappeler le passé sont condamnés à le répéter.                                   | 過去を顧みぬ者はそれを繰り返し、裁かれる。                                                       | Kako o kaeriminu mono wa sore o kurikaeshi, sabakareru.                                                                    | 21 février 2024       |
| 9 (34)  | L’application excessive du droit ou de la justice mène à l’injustice.                                   | 最高の法は、最大の不正を生み出す。                                                               | Saikō no hō wa, saidai no fusei o umidasu.                                                                                 | 28 février 2024       |
| 10 (35) | La première cause des conclusions absurdes, je l’attribue au manque de méthode.                         | 不条理な結論に至る第一の原因は、 解決の手段が不足していることだ。                                | Fujōrina ketsuron ni itaru daiichi no gen'in wa, kaiketsu no shudan ga fusoku shite iru kotoda.                            | 6 mars 2024           |
| 11 (36) | Il n'y a qu'une loi en sentiment. C'est de faire le bonheur de ce qu'on aime.                           | 愛にはたったひとつの決まりしかない。それは愛する者を幸福に導くことだ。                           | Ai ni wa tatta hitotsu no kimari shika nai. Sore wa aisuru mono o kōfuku ni michibiku kotoda.                              | 13 mars 2024          |
| 12 (37) | Changer mes désirs plutôt que l'ordre du monde.                                                         | 欲望のために世界を変えるのではなく、まず己を変えよ。                                             | Yokubō no tame ni sekai o kaeru Node wa naku, mazu onore o kae yo.                                                         | 20 mars 2024          |
| 13 (38) | L'amour est le meilleur des rêves.                                                                      | 愛は最も良い教師である。                                                                         | Ai wa mottomo yoi kyōshide aru.                                                                                            | 27 mars 2024          |

## Accueil
La série de light novel est la septième série la plus vendue de BookWalker, l'une des plus grandes librairies numériques au Japon, pour le premier semestre de 2019.
Avec 420 573 copies écoulées entre le 19 novembre 2018 et le 17 novembre 2019, Classroom of the Elite est la 9e série du classement de l'Oricon des light novel les plus vendus en 2019.
Pour la première moitié de 2020, l'Oricon indique que la série est la 10e des light novel les plus vendus sur des ventes de 18 novembre 2019 au 17 mai 2020 avec un total de 150 689 exemplaires, dont le 1er volume de la 2e partie a écoulé 108 521 copies, qui est 7e du classement par volume sur la même période.